# Cuesta de San Vicente

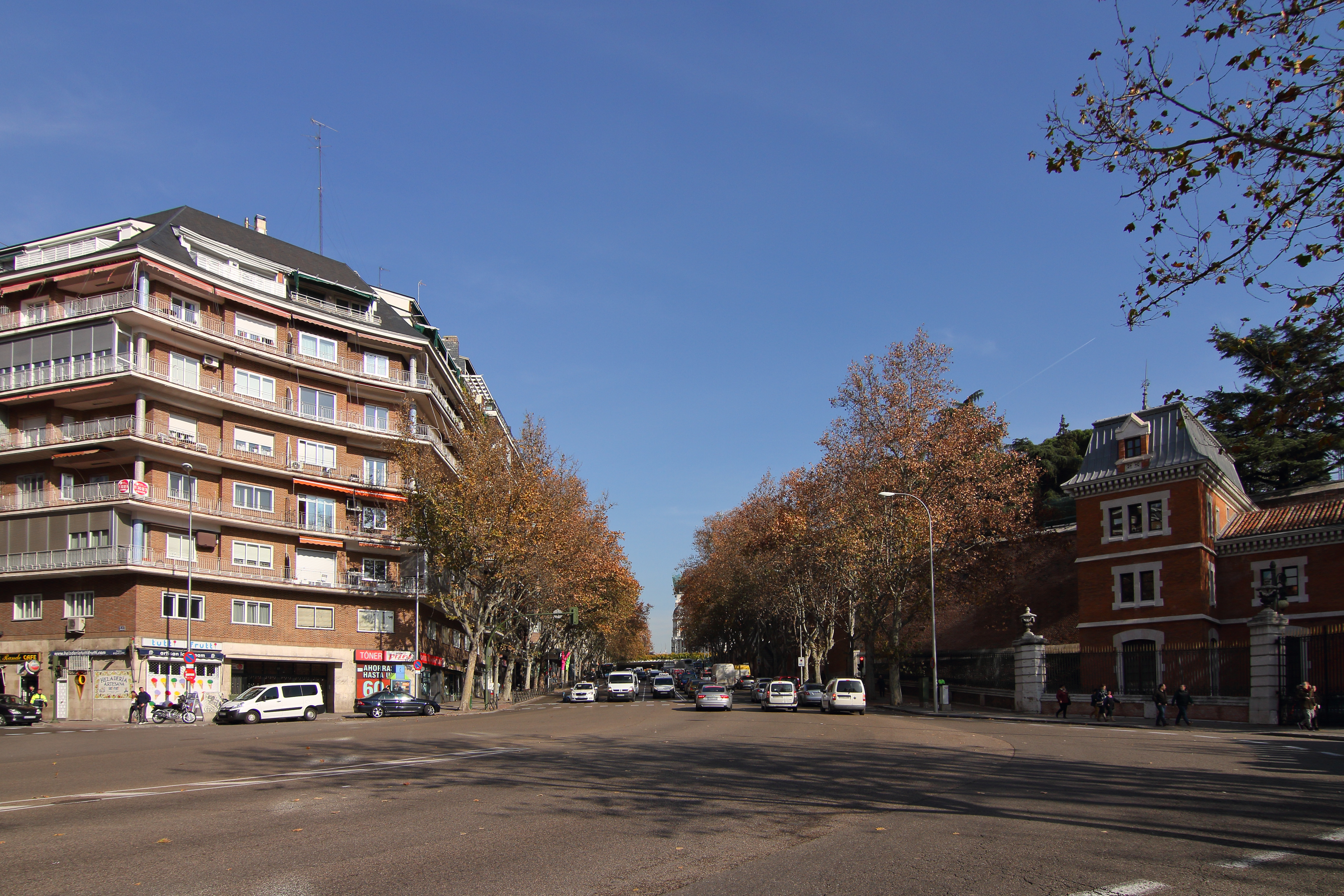
Cuesta de San Vicente, desde confluencia con la calle Arriaza (2016)

La cuesta de San Vicente, conocida también como paseo de San Vicente, es una calle de Madrid que parte de la plaza de España hasta el paseo de la Florida. La denominación «cuesta» es popular; consta de dos tramos en ángulo obtuso. En el siglo XVII se denominaba camino del río (en referencia al Manzanares), y en el siglo XVIII aparece como el «camino que sube al Palacio Nuevo». La denominación de la calle proviene de la Puerta de San Vicente ubicada antiguamente en este camino hacia el río.

## Historia
El primer planeamiento de esta calle fue el camino al rio proyectado por el arquitecto fray Alberto de la Madre de Dios.  El camino se encuentra en el camino de la Montaña del Príncipe Pío y el Campo del Moro. La zona de la calle cobró importancia cuando se construyó la Estación del Norte (1861, 1882), debido a que convirtió la calle en la entrada a la capital. Es conocida la envergadura de los numerosos plátanos de sombra, árboles situados en ambas aceras.